# كرة اليد في الألعاب الأولمبية الصيفية 2016 – مسابقة الرجال
بدأت بطولة الرجال لكرة اليد ضمن دورة الألعاب الأولمبية الصيفية 2016 في ريو دي جانيرو، البرازيل، في 7 أغسطس، واستمرت حتى يتم 21 أغسطس 2016 ولقد أقيم الحدث في ساحة المستقبل.